# Cryptophlebia thynchias
Cryptophlebia thynchias is een vlinder uit de familie van de bladrollers (Tortricidae). De wetenschappelijke naam van de soort is voor het eerst geldig gepubliceerd in 1905 door Meyrick.